# مشنو (استان اوپوله)
مشنو (به لهستانی: Meszno) یک منطقهٔ مسکونی در لهستان است که در گمینا اوتموخوو واقع شده‌است. مشنو ۳۸۰ نفر جمعیت دارد و ۲۰۵ متر بالاتر از سطح دریا واقع شده‌است.